# Lascotonus scotti
Lascotonus scotti là một loài bọ cánh cứng trong họ Zopheridae. Loài này được Grouvelle miêu tả khoa học năm 1918.